# David Cardoso Jr.
David Cardoso Jr. (ur. 14 stycznia 1971 w São Paulo) – brazylijski aktor i piosenkarz gospel. Jest synem Davida Cardoso, aktora kinowego, który wywarł ogromny wpływ na jego karierę artystyczną.

## Życiorys

### Wczesne lata
Urodził się w São Paulo w stanie São Paulo jako syn aktora, reżysera i producenta filmowego Davida Cardoso. Już jako dziecko poznał pracę na planie filmowym. Mając cztery lata brał udział w telewizyjnych reklamach batonów „Chokito” i produktów mlecznych „Danone”, a także kampaniach reklamowych „Estrela” i „Playcenter”. W wieku sześciu lat debiutował na ekranie w filmie swojego ojca Dziewiętnaście kobiet i jeden mężczyzna (Dezenove Mulheres e Um Homem, 1977).

### Kariera
Jako 11-latek znalazł się w obsadzie komedii Noc perwersji II (A Noite das Taras II, 1982) u boku ojca. Dwa lata później w telenoweli Rede Manchete Joana (1984) grał Rafaela, syna Joany Martins i pojawił się w pornograficznym filmie wyprodukowanym i wyreżyserowanym przez jego ojca Uzależniony od C (Viciado em C, 1984).
Mając 14 lat zadebiutował na scenie w musicalu Upiór w centrum handlowym w reżyserii Alberto Pugnalina, był gospodarzem programu SBT (Sistema Brasileiro de Televisão) "Momento Menudo" (1985) i wystąpił w Zakonnica i tortury (A Freira e a Tortura, 1985), gdzie jego ojciec grał postać Delegado. Następnie 15-letni David założył swój pierwszy zespół o nazwie "Aria", który jednak nie odniósł sukcesu. Wziął udział w filmie dokumentalnym swojego ojca Mam AIDS (Estou com AIDS, 1986).
Występował w teatrze w sztukach: PS Twój kot jest martwy (1991), Piękna i Bestia (1995), Nastoletni kochanek (1998), Dziewczyny (1999), Sex Therapy (2001), Nieposłuszne serce (2007) i Uwierz mi, spadł na mnie duch (2009-2013). Popularność przyniosła mu rola Dudu Cardoso Jr. w telenoweli Metamorfozy (Metamorphoses, 2004) oraz postać Ivonaldo Teixera w sitcomie Rede Record Szalona rodzina (Louca Família, 2009).
W październiku 1998 i kwietniu 2007 pozował nago dla magazynu „G Magazine”.
Pojawiał się w telenowelach, m.in.: Krew z mojej krwi (Sangue do Meu Sangue, 1994), Zazá (1997) wystąpił w roli Douglasa, wnuka Marizy 'Zazy' Dumont, Estrela de Fogo (1998) jako Guto, Metamorfozy (Metamorphoses, 2004) jako Dudu i Louca Família (2009) jako Ivonaldo Teixera.
W 2010, po 35 latach kariery w telewizji i teatrze muzycznym oraz problemach osobistych, szukał pomocy w kościele ewangelicznym. W 2012 wydał album CD Ele é o Rei (On jest Królem) wyprodukowany przez Junior Camilo, gdzie 6 utworów jest jego autorstwa. Jego inspiracją muzyczną są między innymi Elvis Presley, Frank Sinatra i Roberto Carlos.